# オタワ日本語学校
オタワ日本語学校（Ottawa Japanese Language School）は、カナダのオタワにある日本語学校である。オタワ日本語学校役員会（OJLS Board of Directors）により非営利で運営されている。クラスは13つに分かれている。英語およびフランス語の教育が行われている。